# Ivar Bjørnstad
Ivar Bjørnstad, född 1841 i Norderhovs kommun, Ringerike, död 1883 i Kristiania, var en norsk militär och gymnastikledare. 
Bjørnstad, som kom från en bondefamilj, genomgick som ung officer Gymnastiska centralinstitutet i Stockholm. Vid sin hemkomst till Norge anställdes han som gymnastiklärare vid krigsskolan och blev även ledare för statens instruktionsskola för gymnastik och vapenföring i Kristiania, vilken under hans ledning utvecklades till en gymnastisk centralskola med syfte att utbilda instruktörer och lärare för både militär- och skolväsendet. Han fick även ansvaret för tillsynen av gymnastiken i olika former av skolor i Norge. 
Bjørnstad utgav Haandbog i Gymnastik for Seminarier og Skoler (1877, andra upplagan 1888), utarbetad i samarbete med  Hjalmar Ling, och Gymnastiktabeller for den norske Almueskole (1878). Åren 1877–82 var han sekreterare och Inspektör för "Centralforeningen", en statsunderstödd förening med syfte att främja skytte och fysiska aktiviteter i Norge. Han medverkade i tidningar och tidskrifter med artiklar i pedagogiska, gymnastiska och militära ämnen och var från 1877 till sin död var han medarbetare av det svenska "Tidskrift för Gymnastik".